# Debra Paget
Debra Paget (Denver, 19 de agosto de 1933) é uma atriz estadunidense. 

## Início de carreira
Paget nasceu em Denver, no estado do Colorado e mudou-se com sua família para Los Angeles, na Califórnia para estar perto do mercado cinematográfico americano. Com 11 anos, entrou para Escola Profissional de Hollywood para formação de atores.
Aos 8 anos teve seu primeiro emprego profissional e aos 13 anos adquiriu experiência no palco quando em 1946 atuou na peça As Alegres Comadres de Windsor, de Shakespeare.

## Carreira
20th Century Fox
O primeiro trabalho notável de Paget foi a personagem Teena Riconti, namorada do personagem interpretado por Richard Conte, no filme Uma vida marcada dirigido por Robert Siodmak para a 20th Century Fox.
Para Fox, ela trabalhou em outros filmes: Mother Is a Freshman (1949), It Happens Every Spring (1949) e House of Strangers (1950). 
Os dez mandamentos

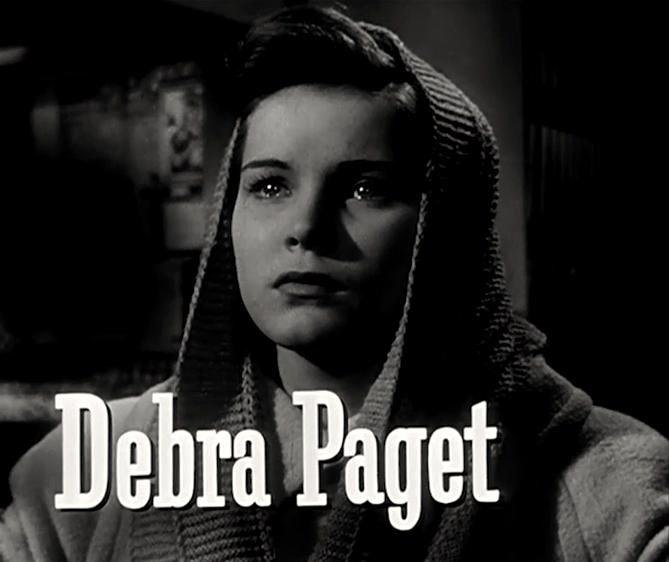
Debra Paget no filme Cry of the City

A produtora Paramount Pictures, a contratou emprestada da Fox, para fazer o filme de maior sucesso em sua carreira Os dez Mandamentos, filme épico bíblico do diretor americano Cecil B. DeMille. Ela tinha que usar lentes de contato marrom para esconder seus olhos que eram azuis. Ela disse que "Se não fosse pelas lentes eu não teria conseguido o papel no filme". 
Ama-me com ternura
Seu filme de maior sucesso na Fox foi Ama-me com Ternura do diretor Robert D. Webb de 1956, estrelado pelo cantor Elvis Presley. Paget e Richard Egan foram anunciados com seus nomes acima de  Elvis, mas foi a popularidade do cantor que fez o filme ser tão bem sucedido.

## Vida Pessoal

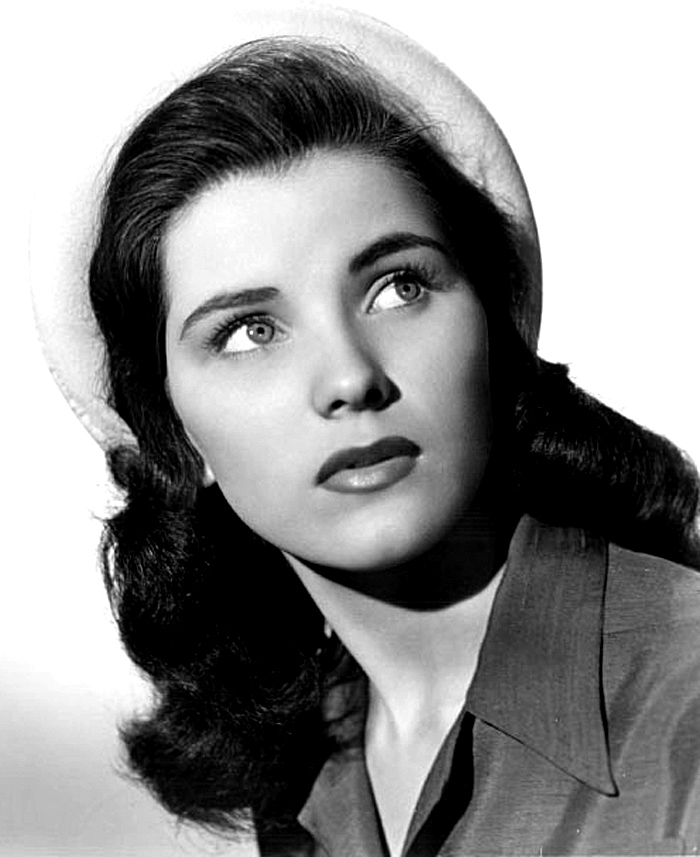
Foto publicitária para o filme Horas Intermináveis.

Durante a produção de Love Me Tender (1956), Elvis Presley apaixonou-se por Paget, que em 1997 alegou que o cantor a propôs casamento. Na época, no entanto, a mídia relatou que ela estava ligada romanticamente com Howard Hughes e nada veio a acontecer entre o rei do rock e a atriz.
Paget casou-se com o ator e cantor David Street em 14 de janeiro de 1958, e ela  divorciou-se em 11 de abril de 1958. Em 27 de março de 1960, ela se casou com Budd Boetticher, um diretor de cinema, em Tijuana, México. Eles se separaram depois de apenas 22 dias e seu divórcio tornou-se oficial em 1961.
Em 1962, Paget deixou a indústria ao se casar com um americano com descendência chinesa chamado  Ling C. Kung, executivo da indústria do óleo. Seu terceiro casamento terminou em 1980.

## Filmografia parcial

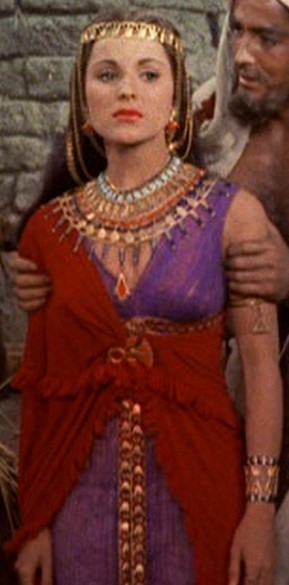
Debra Paget no trailer de Os dez mandamentos

| Ano  | Filme                        | Personagem              |
| ---- | ---------------------------- | ----------------------- |
| 1948 | Cry of the City              | Teena Riconti           |
| 1949 | Mamãe, ele e eu              | Linda                   |
| 1949 | Todas as Primaveras          | Alice                   |
| 1949 | House of Strangers           | Maria Domenico          |
| 1950 | Flechas de Fogo              | Sonseeahray             |
| 1950 | Horas Intermináveis          | Ruth                    |
| 1951 | Ave do paraíso               | Kalua                   |
| 1951 | A vingança dos piratas       | Molly LaRochelle        |
| 1952 | A família do gênio           | Martha Gilbreth         |
| 1952 | Les Misérables (1952)        | Cossete                 |
| 1952 | Marcha triunfal              | Lily Becker             |
| 1954 | O Príncipe Valente           | Ilene                   |
| 1954 | Princess of the Nile         | Princesa Shalimar/Taura |
| 1954 | Demetrius and the Gladiators | Lucia                   |
| 1954 | The Gambler from Natchez     | Melanie Barbee          |
| 1955 | A lei do bravo               | Appearing Day           |
| 1955 | 7 homens enfurecidos         | Elizabeth Clarck        |
| 1956 | A última caçada              | Garota indiana          |
| 1956 | Os dez mandamentos           | Lilia                   |
| 1956 | Ama-me com ternura           | Cathy Reno              |
| 1957 | Matar para viver             | Margaret Cameron        |
| 1957 | Omar Khayyam (filme)         | Sharain                 |
| 1958 | Da Terra à Lua (1958)        | Virginia Nicholl        |
| 1959 | O tigre da Índia             | Seetha                  |
| 1959 | O Sepulcro Indiano           | Seetha                  |
| 1960 | O Sepulcro dos Reis          | Shila                   |
| 1960 | Por quê devo morrer?         | Dottie Manson           |
| 1961 | O Mais Perigoso dos Homens   | Linda Marlow            |
| 1961 | Rome, 1585                   | Esmeralda               |
| 1962 | Tales of Terror              | Helena Valdemar         |
| 1963 | The Haunted Palace           | Ann Ward                |